# Monastère de Pridvorica
Le monastère de Pridvorica (en serbe cyrillique : Манастир Придворица ; en serbe latin : Manastir Pridvorica) est un monastère orthodoxe serbe situé au hameau de Pridvorica, dans la municipalité d'Ivanjica et dans le district de Moravica, en Serbie. Il est inscrit sur la liste des monuments culturels de grande importance de la république de Serbie (identifiant no SK 494),,,.

## Présentation

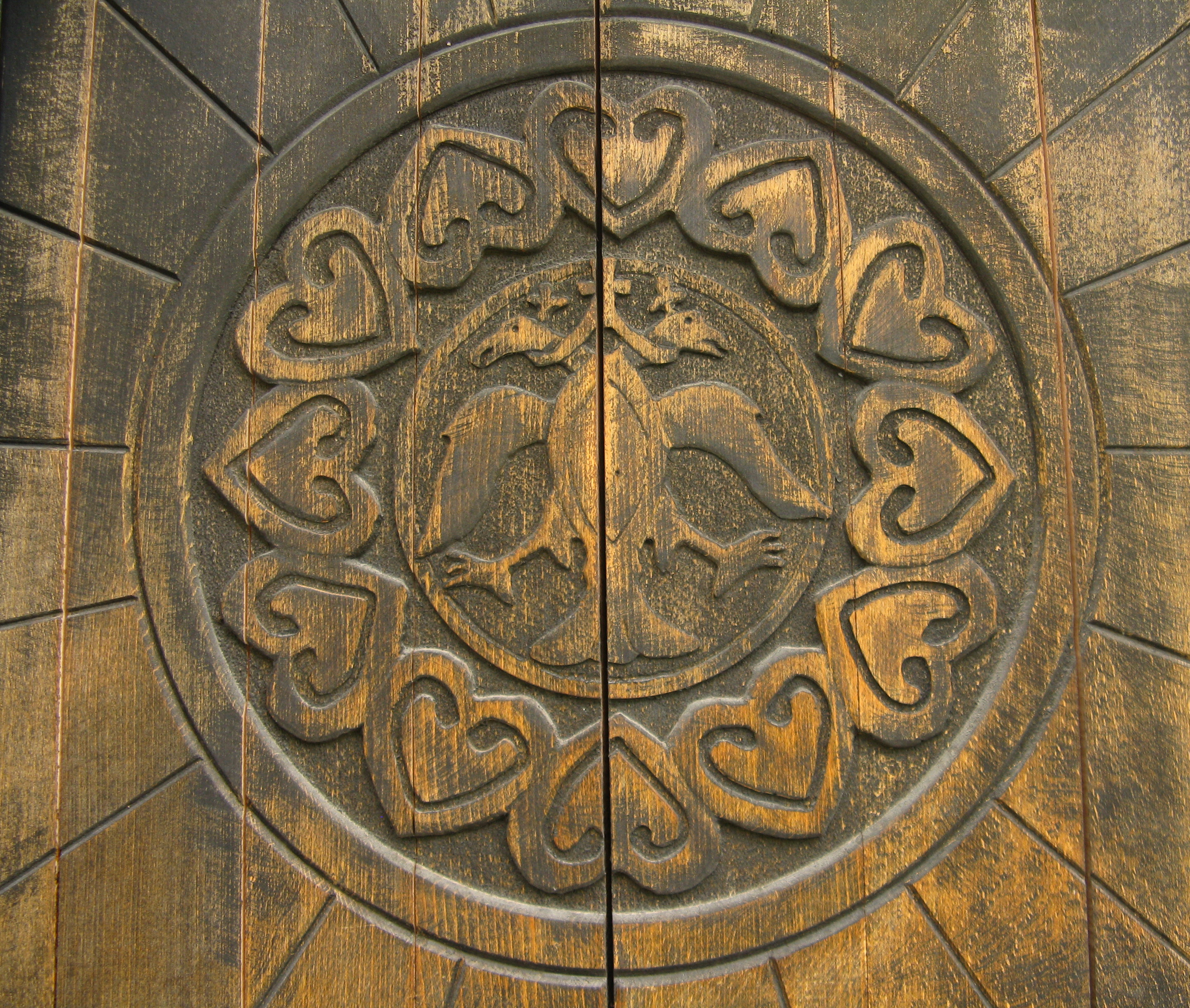
Le blason du monastère.

Le monastère est situé sur la rive gauche de la rivière Studenica. Il a été fondé comme un couvent de religieuses ; ces religieuses pratiquaient notamment le tissage ; depuis 2007, il abrite une communauté de religieux. Il est un des rares monastères à disposer d'un blason.
L'église, dédiée à la Transfiguration, faisait autrefois partie de l'ensemble monastique. Si l'on s'appuie sur ses caractéristiques stylistiques, elle est typique de l'école rascienne, ce qui suggère qu'elle a été construite à la fin du XIIe siècle ou dans la première moitié du XIIIe siècle,. Comme la plupart des édifices de l'ancienne Rascie, elle s'inscrit dans la période de transition entre l'architecture byzantine et l'architecture romane.
Elle est constituée d'une nef unique ; elle est également dotée d'une coupole et d'un transept, d'une large abside et de parties saillantes réservées à la proscomidie et au diakonikon ; la nef est précédée d'un narthex spacieux. La façade extérieure du dôme est ornée d'une frise d'arcades aveugles.

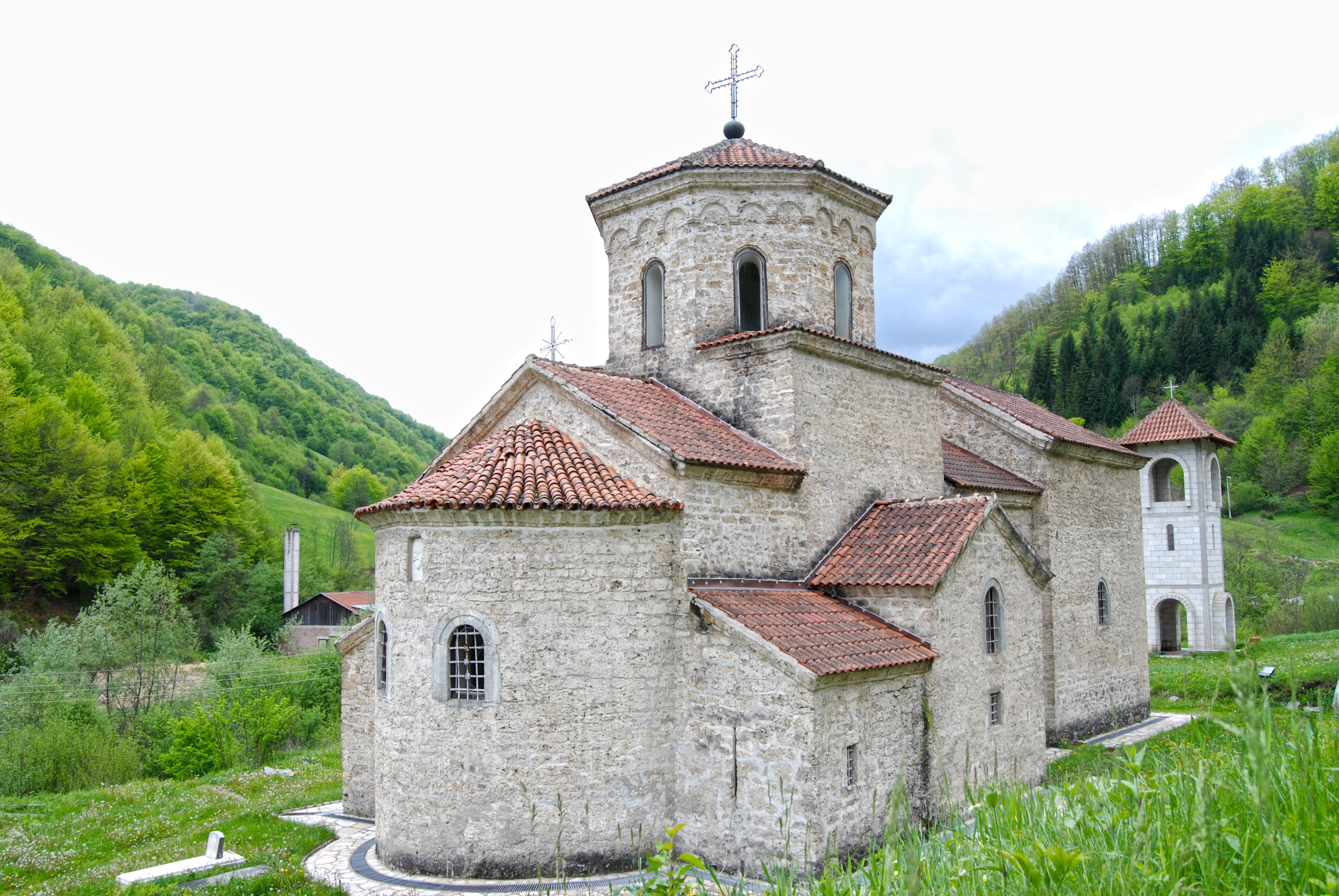
Autre vue de l'église

L'intérieur de l'église était autrefois orné de fresques qui ont aujourd'hui presque complètement disparu,. En revanche, lors d'une restauration de l'édifice, une iconostase a été installée, avec des portes royales peintes en 1835 par Sreten Protić-Molerović, le fils de Janko Mihailović Moler.

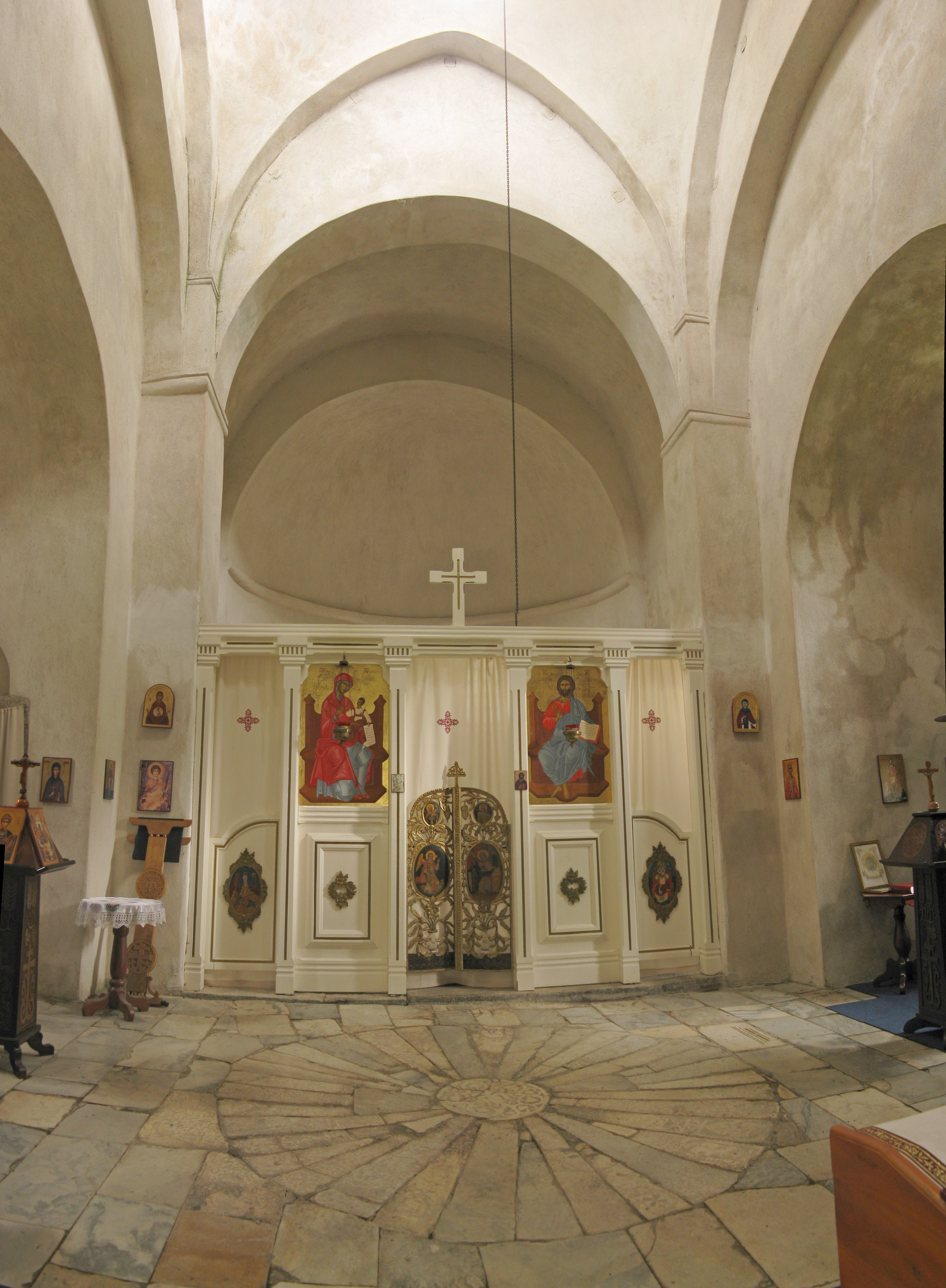
L'intérieur de l'église.
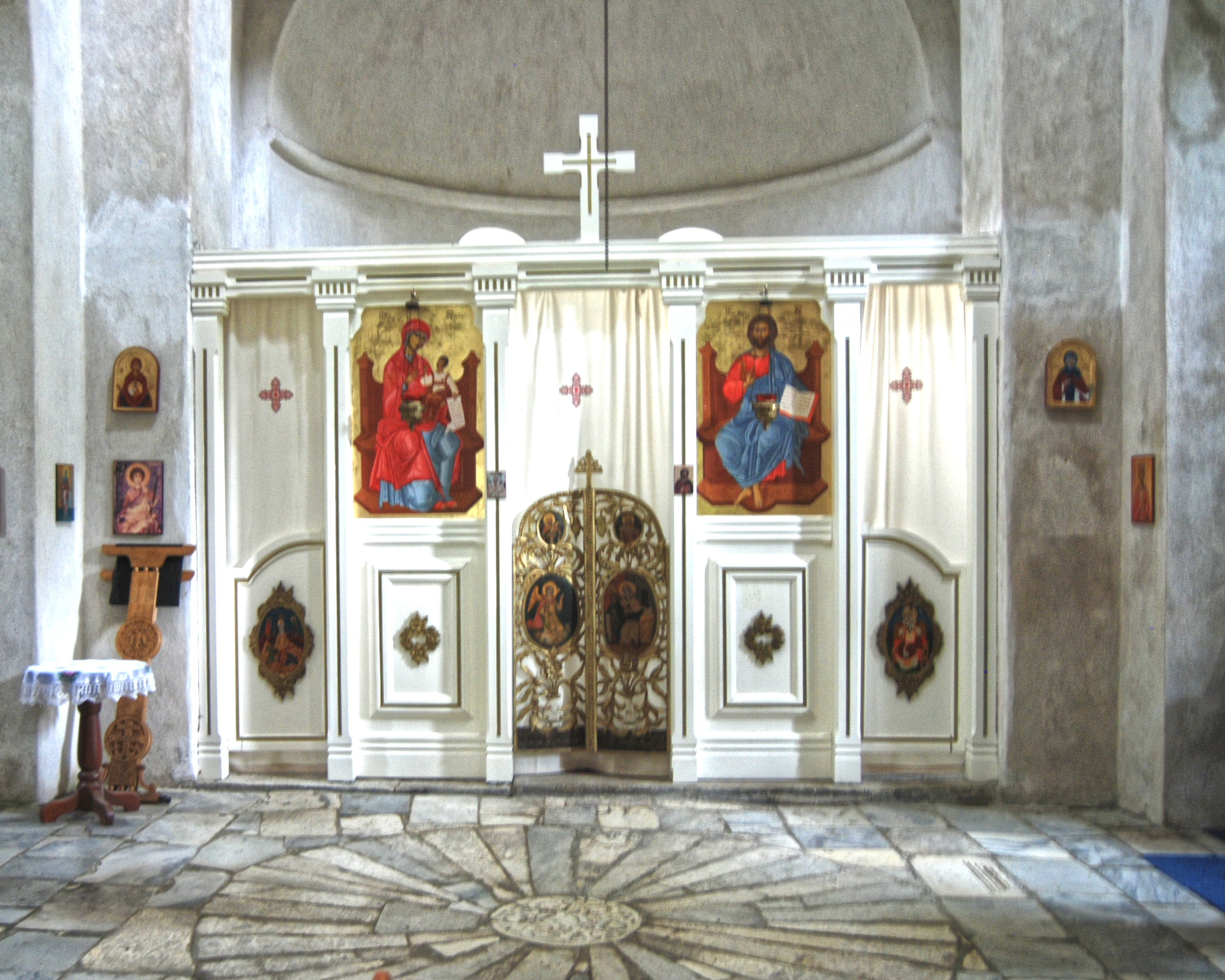
Détail de l'iconostase.